# Marek Matuszek
Marek Matuszek (* 28. září 1972 Bratislava) je bývalý československý a slovenský zápasník – judista.

## Sportovní kariéra
S judem začínal ve 12 letech v pezinské Lokomotivě pod vedením Jozefa Tomaneka. V roce 1990 přestoupil do armádního tréninkového střediska Dukly v Banské Bystrici k trenéru mládeže Františku Jirsákovi. V slovenské mužské reprezentaci se pohyboval od jejího vzniku v roce 1993 v superlehké váze do 60 kg.
V roce 1995 prohrál ve finále univerziády ve Fukuoce s Jihokorejcem Kim Hjukem a obsadil druhé místo. V roce 1996 se kvalifikoval na olympijské hry v Atlantě, kde těsně prohrál v úvodním kole s Francouzem Franckem Chambillym po verdiktu rozhodčích (hantei).
V roce 1999 se vrátil po zranění ve vyšší pololehké váze do 66 kg a na domácím mistrovství Evropy v Bratislavě obsadil nepopulární dělené 5. místo. Úspěšnou sezonu zakončil postupem do čtvrtfinále na mistrovství světa v Birminghamu, kde ho opět jako na mistrovství Evropy zastavil Francouz Larbi Benboudaoud.
V olympijském roce 2000 kvůli Jozefu Krnáčovi opět shazoval do nižší superlehké váhy a kvalifikoval na olympijské hry v Sydney. V úvodním kole vrátil porážku s mistrovství Evropy Arménu žijícím trvale v Rusku Vardanu Voskanjanovi. Ve čtvrtfinále prohrál s obhájcem zlaté olympijské medaile Japoncem Tadahiro Nomurou za 30 sekund na ippon technikou o-soto-gari a v opravách prohrál nečekaně hladce s Američanem Brandanem Greczkowskim na ippon technickou uči-mata.
Od roku 2001 startoval střídavě v superlehké a pololehké váze. Sportovní kariéru ukončil v roce 2004. Od roku 2005 působil jako šéftrenér ve vrcholovém středisku sportu Dukly. K jeho nejznámějším svěřencům patřil Milan Randl.

### Výsledky
| Turnaj             | 1992                  | 1993                  | 1994                  | 1995                  | 1996                  | 1997                  | 1998 | 1999 | 2000 | 2001 | 2002 |     |
| Turnaj             | 20                    | 21                    | 22                    | 23                    | 24                    | 25                    | 26   | 27   | 28   | 29   | 30   |     |
| Turnaj             | −60 (superlehká váha) | −60 (superlehká váha) | −60 (superlehká váha) | −60 (superlehká váha) | −60 (superlehká váha) | −60 (superlehká váha) |      | −66  | −60  | −60  | −60  | −60 |
| ------------------ | --------------------- | --------------------- | --------------------- | --------------------- | --------------------- | --------------------- | ---- | ---- | ---- | ---- | ---- | --- |
| Olympijské hry     | —                     |                       |                       |                       | úč.                   |                       |      |      | úč.  |      |      |     |
| Mistrovství světa  |                       | —                     |                       | úč.                   |                       | úč.                   |      | úč.  |      | úč.  |      |     |
| Mistrovství Evropy | —                     | úč.                   | 7.                    | úč.                   | 7.                    | úč.                   | —    | 5.   | úč.  | úč.  | úč.  |     |
| Univerziáda        |                       |                       |                       | 2.                    |                       |                       |      | —    |      | —    |      |     |
| Akademické MS      |                       |                       | 3.                    |                       | 7.                    |                       | —    |      | —    |      |      |     |
| MS juniorů         | —                     |                       |                       |                       |                       |                       |      |      |      |      |      |     |
| ME juniorů         | úč.                   |                       |                       |                       |                       |                       |      |      |      |      |      |     |

### Olympijské hry a mistrovství světa
| Olympijské hry a mistrovství světa | Olympijské hry a mistrovství světa | Olympijské hry a mistrovství světa | Olympijské hry a mistrovství světa | Olympijské hry a mistrovství světa | Olympijské hry a mistrovství světa | Olympijské hry a mistrovství světa | Olympijské hry a mistrovství světa |
| Kolo                               | Výsledek                           | Bilance                            | Soupeř                             | Výsledek                           | Datum                              | Turnaj                             | Místo                              |
| 2001 Mistrovství světa do 60 kg    | 2001 Mistrovství světa do 60 kg    | 2001 Mistrovství světa do 60 kg    | 2001 Mistrovství světa do 60 kg    | 2001 Mistrovství světa do 60 kg    | 2001 Mistrovství světa do 60 kg    | 2001 Mistrovství světa do 60 kg    | 2001 Mistrovství světa do 60 kg    |
| ---------------------------------- | ---------------------------------- | ---------------------------------- | ---------------------------------- | ---------------------------------- | ---------------------------------- | ---------------------------------- | ---------------------------------- |
| opravy                             | prohra                             | 7-9                                | John Buchanan (GBR)                | 2:00 / 0001 / 10001                | 29. července 2001                  | Mistrovství světa                  | Mnichov, Německo                   |
| 1/32                               | prohra                             | 7-8                                | Anís Lounifi (TUN)                 | 2:43 / 0010 / 1011                 | 29. července 2001                  | Mistrovství světa                  | Mnichov, Německo                   |
| 2000 Olympijské hry do 60 kg       |                                    |                                    |                                    |                                    |                                    |                                    |                                    |
| opravy                             | prohra                             | 7-7                                | Brandan Greczkowski (USA)          | 1:05 / 0000 / 1000 / uma           | 16. září 2000                      | Olympijské hry                     | Sydney, Austrálie                  |
| čtvrtfinále                        | prohra                             | 7-6                                | Tadahiro Nomura (JPN)              | 0:31 / 0000 / 1000 / osg           | 16. září 2000                      | Olympijské hry                     | Sydney, Austrálie                  |
| 1/16                               | vítězství                          | 7-5                                | Mukarram Ajjád (TUN)               | 1:02 / 1000 / 0000 / ?             | 16. září 2000                      | Olympijské hry                     | Sydney, Austrálie                  |
| 1/32                               | vítězství                          | 6-5                                | Vardan Voskanjan (ARM)             | 3:39 / 1001 / 00101 / držení       | 16. září 2000                      | Olympijské hry                     | Sydney, Austrálie                  |
| 1999 Mistrovství světa do 66 kg    |                                    |                                    |                                    |                                    |                                    |                                    |                                    |
| opravy                             | prohra                             | 5-5                                | Pürevdordžín Ňamlchagva (MGL)      | 0000 / 1000 / mga                  | 10. října 1999                     | Mistrovství světa                  | Birmingham, Spojené království     |
| čtvrtfinále                        | prohra                             | 5-4                                | Larbi Benboudaoud (FRA)            | 0000 / 1000 / uma                  | 10. října 1999                     | Mistrovství světa                  | Birmingham, Spojené království     |
| 1/16                               | vítězství                          | 5-3                                | Andrew Collett (AUS)               | 02001 / 00013 / sog                | 10. října 1999                     | Mistrovství světa                  | Birmingham, Spojené království     |
| 1/32                               | vítězství                          | 4-3                                | Joan Romero (AND)                  | 1000 / 0000 / držení               | 10. října 1999                     | Mistrovství světa                  | Birmingham, Spojené království     |
| 1/64                               | vítězství                          | 3-3                                | Abdulla Alijev (UKR)               | 1000 / 0000 / držení               | 10. října 1999                     | Mistrovství světa                  | Birmingham, Spojené království     |
| 1997 Mistrovství světa do 60 kg    |                                    |                                    |                                    |                                    |                                    |                                    |                                    |
| 1/16                               | prohra                             | 2-3                                | Kang Mjong-čchang (PRK)            | 0000 / 1000                        | 12. října 1997                     | Mistrovství světa                  | Paříž, Francie                     |
| 1/32                               | vítězství                          | 2-2                                | Abd al-Váhid Idrísí (MAR)          | 1000 / 0000                        | 12. října 1997                     | Mistrovství světa                  | Paříž, Francie                     |
| 1/64                               | vítězství                          | 2-2                                | Wang Sin (CHN)                     | 1000 / 0000                        | 12. října 1997                     | Mistrovství světa                  | Paříž, Francie                     |
| 1996 Olympijské hry do 60 kg       |                                    |                                    |                                    |                                    |                                    |                                    |                                    |
| 1/32                               | prohra                             | 0-2                                | Franck Chambilly (FRA)             | 5:00 / jusei-gači                  | 26. července 1996                  | Olympijské hry                     | Atlanta, Spojené státy             |
| 1995 Mistrovství světa do 60 kg    |                                    |                                    |                                    |                                    |                                    |                                    |                                    |
| 1/32                               | prohra                             | 0-1                                | Dordžpalamyn Narmandach (MGL)      |                                    | 1. října 1995                      | Mistrovství světa                  | Čiba, Japonsko                     |

### Mistrovství Evropy
| Mistrovství Evropy                  | Mistrovství Evropy               | Mistrovství Evropy               | Mistrovství Evropy               | Mistrovství Evropy               | Mistrovství Evropy               | Mistrovství Evropy               | Mistrovství Evropy               |
| Kolo                                | Výsledek                         | Bilance                          | Soupeř                           | Výsledek                         | Datum                            | Turnaj                           | Místo                            |
| 2002 Mistrovství Evropy do 60 kg    | 2002 Mistrovství Evropy do 60 kg | 2002 Mistrovství Evropy do 60 kg | 2002 Mistrovství Evropy do 60 kg | 2002 Mistrovství Evropy do 60 kg | 2002 Mistrovství Evropy do 60 kg | 2002 Mistrovství Evropy do 60 kg | 2002 Mistrovství Evropy do 60 kg |
| ----------------------------------- | -------------------------------- | -------------------------------- | -------------------------------- | -------------------------------- | -------------------------------- | -------------------------------- | -------------------------------- |
| 1/32                                | prohra                           | 13-15                            | Jevgenij Staněv (RUS)            | 0000 / 0200                      | 16. května 2002                  | Mistrovství Evropy               | Maribor, Slovinsko               |
| 2001 Mistrovství Evropy do 60 kg    |                                  |                                  |                                  |                                  |                                  |                                  |                                  |
| opravy                              | prohra                           | 13-14                            | Lavredis Alexanidis (GRE)        | 0000 / 1001                      | 20. května 2001                  | Mistrovství Evropy               | Paříž, Francie                   |
| 1/16                                | prohra                           | 13-13                            | Sergej Novikov (BLR)             | 0000 / 1000                      | 20. května 2001                  | Mistrovství Evropy               | Paříž, Francie                   |
| 1/32                                | vítězství                        | 13-12                            | Libor Švec (CZE)                 | 10001/0001                       | 20. května 2001                  | Mistrovství Evropy               | Paříž, Francie                   |
| 2000 Mistrovství Evropy do 60 kg    |                                  |                                  |                                  |                                  |                                  |                                  |                                  |
| opravy                              | prohra                           | 12-12                            | Vardan Voskanjan (ARM)           | 0000 / 1000 / isn                | 19. května 2000                  | Mistrovství Evropy               | Vratislav, Polsko                |
| čtvrtfinále                         | prohra                           | 12-11                            | Cédric Taymans (BEL)             | 00001 / 0001 / jus               | 19. května 2000                  | Mistrovství Evropy               | Vratislav, Polsko                |
| 1/16                                | vítězství                        | 12-10                            | Roland Stegmüller (AUT)          | 0001 / 00001 / jus               | 19. května 2000                  | Mistrovství Evropy               | Vratislav, Polsko                |
| 1/32                                | vítězství                        | 11-10                            | Miklós Ungvári (HUN)             | 1000 / 0000 / držení             | 19. května 2000                  | Mistrovství Evropy               | Vratislav, Polsko                |
| 1999 Mistrovství Evropy do 66 kg    |                                  |                                  |                                  |                                  |                                  |                                  |                                  |
| o 3. místo                          | prohra                           | 10-10                            | Victor Bivol (MDA)               | 0000 / 1000                      | 21. května 1999                  | Mistrovství Evropy               | Bratislava, Slovensko            |
| semifinále                          | prohra                           | 10-9                             | Larbi Benboudaoud (FRA)          | 0000 / 1010                      | 21. května 1999                  | Mistrovství Evropy               | Bratislava, Slovensko            |
| čtvrtfinále                         | vítězství                        | 10-8                             | David Somerville (GBR)           | 0001 / 00001 / jus               | 21. května 1999                  | Mistrovství Evropy               | Bratislava, Slovensko            |
| 1/16                                | vítězství                        | 9-8                              | Vadim Popov (LAT)                | 1000 / 0000                      | 21. května 1999                  | Mistrovství Evropy               | Bratislava, Slovensko            |
| 1/32                                | vítězství                        | 8-8                              | Miloš Mijalković (YUG)           | 0001 / 0001                      | 21. května 1999                  | Mistrovství Evropy               | Bratislava, Slovensko            |
| 1998 Mistrovství Evropy nestartoval |                                  |                                  |                                  |                                  |                                  |                                  |                                  |
| 1997 Mistrovství Evropy do 60 kg    |                                  |                                  |                                  |                                  |                                  |                                  |                                  |
| 1/16                                | prohra                           | 7-8                              | Pedro Caravana (POR)             | 0000 / 1001                      | 9. května 1997                   | Mistrovství Evropy               | Ostende, Belgie                  |
| 1/32                                | vítězství                        | 7-7                              | Cédric Taymans (BEL)             | 0100 / 0001 / oug                | 9. května 1997                   | Mistrovství Evropy               | Ostende, Belgie                  |
| 1996 Mistrovství Evropy do 60 kg    |                                  |                                  |                                  |                                  |                                  |                                  |                                  |
| opravy                              | prohra                           | 6-7                              | Franck Chambilly (FRA)           | ippon                            | 17. května 1996                  | Mistrovství Evropy               | Den Haag, Nizozemsko             |
| opravy                              | vítězství                        | 6-6                              | Martijn van Oostrum (NED)        | ippon                            | 17. května 1996                  | Mistrovství Evropy               | Den Haag, Nizozemsko             |
| čtvrtfinále                         | prohra                           | 5-6                              | Nigel Donohue (GBR)              | ippon                            | 17. května 1996                  | Mistrovství Evropy               | Den Haag, Nizozemsko             |
| 1/16                                | vítězství                        | 5-5                              | Zsolt Kunyik (HUN)               | wazari                           | 17. května 1996                  | Mistrovství Evropy               | Den Haag, Nizozemsko             |
| 1/32                                | vítězství                        | 4-5                              | Vjačeslav Pilipenko (UKR)        | ippon                            | 17. května 1996                  | Mistrovství Evropy               | Den Haag, Nizozemsko             |
| 1995 Mistrovství Evropy do 60 kg    |                                  |                                  |                                  |                                  |                                  |                                  |                                  |
| opravy                              | prohra                           | 3-5                              | Amit Lang (ISR)                  |                                  | 12. května 1995                  | Mistrovství Evropy               | Birmingham, Spojené království   |
| čtvrtfinále                         | prohra                           | 3-4                              | Yacine Douma (FRA)               |                                  | 12. května 1995                  | Mistrovství Evropy               | Birmingham, Spojené království   |
| 1/16                                | vítězství                        | 3-3                              | Piotr Kamrowski (POL)            |                                  | 12. května 1995                  | Mistrovství Evropy               | Birmingham, Spojené království   |
| 1994 Mistrovství Evropy do 60 kg    |                                  |                                  |                                  |                                  |                                  |                                  |                                  |
| opravy                              | prohra                           | 2-3                              | Rašad Mamedov (BLR)              | 5:00 / 0001 / 0120               | 22. května 1994                  | Mistrovství Evropy               | Gdaňsk, Polsko                   |
| opravy                              | vítězství                        | 2-2                              | Vjačeslav Pilipenko (UKR)        | 2:49 / 1000 / 0000               | 22. května 1994                  | Mistrovství Evropy               | Gdaňsk, Polsko                   |
| opravy                              | vítězství                        | 1-2                              | Bo Kristensen (DEN)              | 2:25 / 1000 / 0000               | 22. května 1994                  | Mistrovství Evropy               | Gdaňsk, Polsko                   |
| 1/32                                | prohra                           | 0-2                              | Giorgi Revazišvili (GEO)         | 3:23 / 0000 / 1000               | 22. května 1994                  | Mistrovství Evropy               | Gdaňsk, Polsko                   |
| 1993 Mistrovství Evropy do 60 kg    |                                  |                                  |                                  |                                  |                                  |                                  |                                  |
| 1/16                                | prohra                           | 0-1                              | Roberto Naveira (ESP)            |                                  | 2. května 1993                   | Mistrovství Evropy               | Athény, Řecko                    |